# لينارت تشزيبورا
لينارت تشزيبورا (بالألمانية: Lennart Czyborra) (مواليد 3 مايو 1999) هو لاعب كرة قدم ألماني يلعب في مركز الظهير الأيسر في نادي جنوى على سبيل الإعارة.

## روابط خارجية
- لينارت تشزيبورا على موقع الاتحاد الأوربي (الإنجليزية)
- لينارت تشزيبورا على موقع قاعدة بيانات كرة القدم.إي يو (الإنجليزية)
- لينارت تشزيبورا على موقع Soccerbase.com (لاعب) (الإنجليزية)
- لينارت تشزيبورا على موقع Soccerway.com (الإنجليزية)
- لينارت تشزيبورا على موقع عالم كرة القدم.نت (الإنجليزية)
- لينارت تشزيبورا على موقع AS.com (الإسبانية)